# Ніколя Фарг
Ніколя Фарг (фр. Nicolas Fargues; нар. 8 березня 1972, Мелан) — французький письменник.
Автор романів: «Огляд власності» (2000), «Якщо хочете, завтра» (2001), «One Man Show» (2002), «Rade Terminus» (2004), «Я була позаду тебе» (2006), «Гарна роль» (2008), «Літній роман» (2009), «Ти побачиш» (2011), «Лінія люб'язності» (2012). Твори письменника поки не перекладені українською мовою.
Протягом дитинства Ніколя Фарг проживав у Камеруні, Лівані і на Корсиці.
У віці 11 років повернувся на Батьківщину. Навчався на філологічному факультеті у Сорбонні, дипломна робота була присвячена життю і творчості єгипетського письменника Жоржа Хенейна. По закінченню навчання Фарг їде на два роки до Індонезії викладати французьку мову. З 1998 по 2002 роки працює на різних дрібних посадах («читач» у видавництві Gallimard, автор рекламних анонсів тощо), починає писати і, зрештою, друкує перший роман «Огляд власності». А шалений успіх йому принесла третя книга «One Man Show».
З 2002 року по 2006 рік очолював Альянс Франсез у Дієго-Суаресі (Анциранана) на Мадагаскарі.
15 березня 2011 року автор отримав премію «France Culture-Télérama» за роман «Ти побачиш».
Одружений, має двоє дітей. Його перша дружина родом із Конго; жінка, з якою він живе зараз, — з Мартиніки.